# Uzlomac
Uzlomac je planina u BiH, istočno od Kotor Varoša.
Visoka je 1018 m. Njeno šumsko bogatstvo je raznoliko: listopadne šume hrasta kitnjaka i lužnjaka i listopadne šume bukve. Proteže se od sjeverozapadu prema jugoistoku do planine Borja i s istoka opasava kotorvarošku općinu.
Planina je vrlo bogata izvorima i lovnom divljači.